# Declana verrucosa
Declana verrucosa är en fjärilsart som beskrevs av Felder 1875. Declana verrucosa ingår i släktet Declana och familjen mätare. Inga underarter finns listade i Catalogue of Life.